# Hornillos de Cerrato
Hornillos de Cerrato é um município da Espanha na província de Palência, comunidade autónoma de Castela e Leão, de área 35,48 km² com população de 122 habitantes (2005) e densidade populacional de 3,33 hab/km².

## Demografia
| Variação demográfica do município entre 1991 e 2004 | Variação demográfica do município entre 1991 e 2004 | Variação demográfica do município entre 1991 e 2004 | Variação demográfica do município entre 1991 e 2004 |
| --------------------------------------------------- | --------------------------------------------------- | --------------------------------------------------- | --------------------------------------------------- |
| 1991                                                | 1996                                                | 2001                                                | 2004                                                |
| 177                                                 | 148                                                 | 120                                                 | 118                                                 |